# Jože Štucin
Jože Štucin, slovenski glasbeni pedagog, pesnik in pisatelj, *14. oktober 1955, Cerkno.
Jože Štucin se je rodil leta 1955 v Cerknem. Po končanem študiju se je v Tolminu zaposlil kot glasbeni pedagog. Glasbo je poučeval na OŠ Franceta Bevka Tolmin, Gimnaziji Tolmin, do leta 2017 pa tudi na Glasbeni šoli Tolmin. V glavnem piše poezijo, literarne in glasbene kritike, več let je urejal literaturo pri reviji Primorska srečanja. Je član Društva slovenskih pisateljev in bil vodja Literarnega kluba Tolmin, ki je prenehal delovati 2019. Pesmi objavlja v mnogih slovenskih revijah, glasbene kritike piše za Primorske novice, Odzven - SIGIC, Novi glas in Radio Koper, literarne pa za Delo (Književni listi), Radio Slovenija (S knjižnega trga) in Radio Trst A. Do sedaj je izdal dvanajst pesniških zbirk, nekatere pod psevdonimom Regina Kralj. Od leta 2002 je vodja in organizator slovenskega osnovnošolskega haiku natečaja. Izvajal ga je ga na Osnovni šoli Franceta Bevka Tolmin, kjer je bil zaposlen. Na natečaj se vsako leto prijavijo učenci iz povprečno petdesetih OŠ, izbor najboljših haikujev pa izide v zborniku. Do leta 2020 je izšlo 18 zbornikov izbranih haikujev slovenskih osnovnošolcev, ki jih vsako leto sodeluje na stotine.

## Objavljena dela
1. Jožek Štucin, Ritem zavesti, Samozaložba, Tolmin, 1986. (COBISS)
2. Jožek Štucin, Meglene nitke, Založba Lipa Koper, zbirka Rob, Koper, 1991. (COBISS)
3. Regina Kralj, Breztelesje in gon, zbirka Fondi Orya Pala, Kranj, 1992. (COBISS)
4. Jožek Štucin, Ob dotiku, Gorenjska založniška družba (GOZD), zbirka Bela, Kranj, 1996. (COBISS)
5. Jožek Štucin / Regina Kralj: Market kvintesenc / Persona non granata, Subkulturni azil, zbirka Frontier, Maribor, 1998. (COBISS)
6. Regina Kralj, Hex 'n' šus, Subkultruni azil, zbirka Frontier, Maribor, 2002. (COBISS)
7. Jože Štucin, Na drugem bregu, Založba Fontana, Koper, 2004. (COBISS)
8. Jože Štucin, Zgoraj, Literarni klub Tolmin, zbirka Pot v Štrklepce, Tolmin, 2004. (COBISS)
9. Jože Štucin, Čuja, Subkultirni azil, zbirka Frontier, Maribor, 2005. (COBISS)
10. Jože Štucin / Edelman Jurinčič, Odhodi - odhodi / Partenze - partenze, Libris, Koper, 2008.(COBISS)
11. Jože Štucin, Tattoo trenutka / Tattoo of a moment , Apokalipsa, zbirka Haiku, 2008. (COBISSh)
12. Jože Štucin, Brez prič, Založba GOGA, Novo Mesto, 2009. (COBISS)

1. 1 2  Slovenska biografija — Znanstvenoraziskovalni center Slovenske akademije znanosti in umetnosti. — ISSN 2350-5370